# Avars (Caucase)
Ne doit pas être confondu avec Avars.
Les Avars (Avar : аварал / магIарулал, awaral / maⱨarulal, « montagnards ») sont un peuple de Ciscaucasie, constituant le plus grand groupe ethnique du Daghestan. Ils parlent l'avar, une langue appartenant aux langues nakho-daghestaniennes. Les Avars sont majoritairement musulmans sunnites depuis le XIIIe siècle.

## Histoire
Selon l'historien Sergueï Tolstov, les Avars sont originaires du Grand Khorassan, au sud-est de la mer Caspienne, et ont migré vers le Caucase. Ces origines géographiques les relient apparemment aux Hourrites de Subartu.

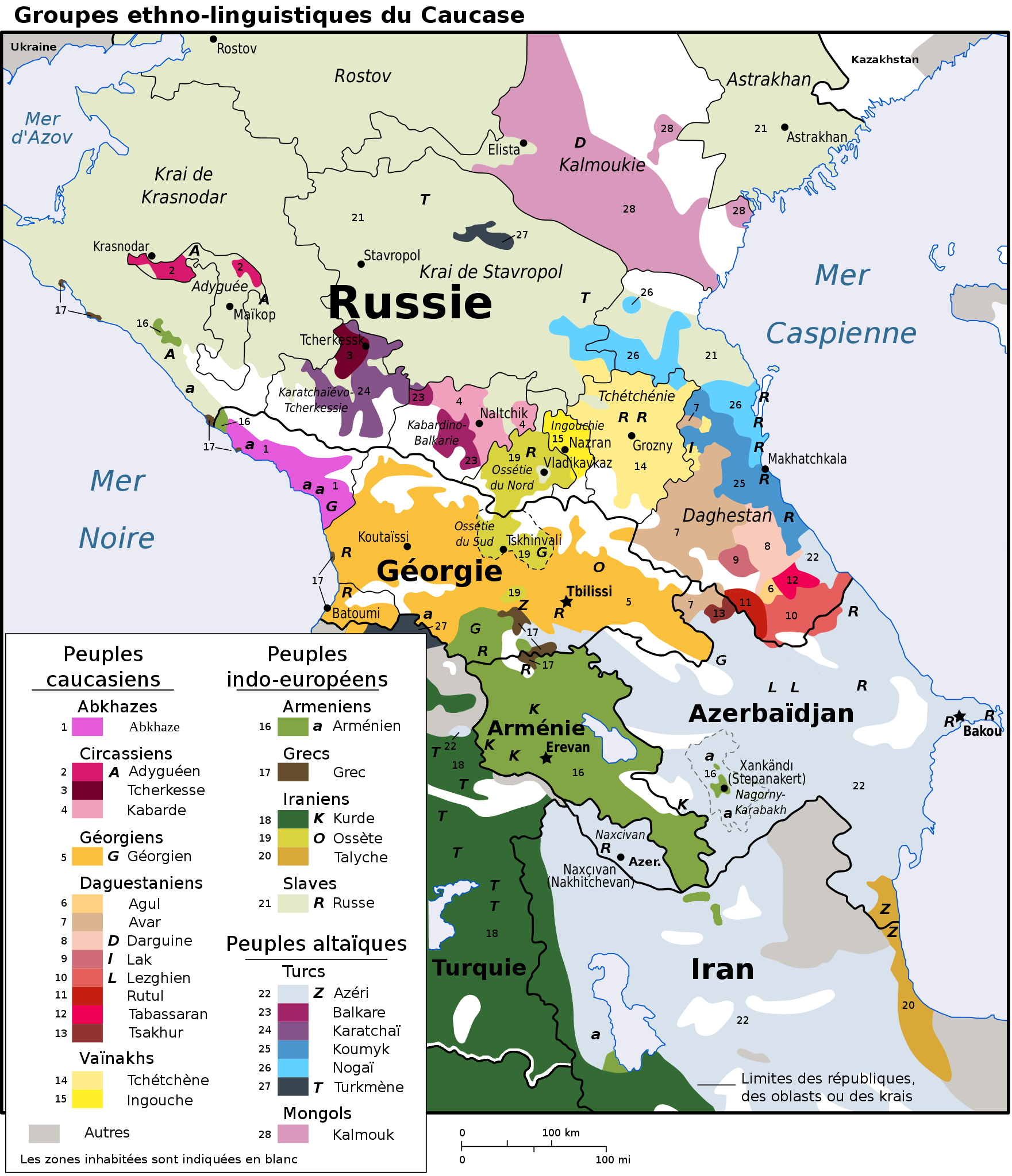
Ethnies et langues au Caucase.

## Langues
La langue avar appartient au sous-groupe avaro-andi de la famille des langues nakho-daghestaniennes. Elle est écrite en cyrillique, qui a remplacé l'alphabet arabe utilisé avant 1927 et l'alphabet latin utilisé de 1927 à 1938. Plus de 60% des Avars vivant au Daghestan parlent le russe comme deuxième langue.

## Personnalités avars
- Hadji Murad (1795-1852), chef avar de la résistance des tribus musulmanes du Caucase à l'expansion russe aux XVIIIe et XIXe siècles.
- Chamil (1797-1871), le plus connu des chefs de guerre qui dirigèrent les tribus caucasiennes dans les guerres contre l’Empire russe entre 1830 et 1860.
- Fazu Alieva (1932-2016), poétesse, écrivaine et journaliste.
- Sultan Ibragimov (né en 1975), boxeur russe.
- Alissa Ganieva (née en 1985), critique littéraire et romancière russe.
- Mansur Isaev (né en 1986), judoka russe.
- Khabib Nurmagomedov (né en 1988), pratiquant professionnel de MMA russe.
- Abdulrashid Sadulaev (né en 1996), lutteur russe.

## Galerie

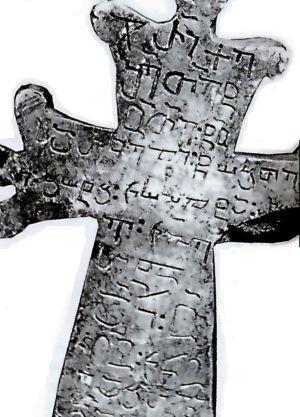
Croix avare à inscription en géorgien
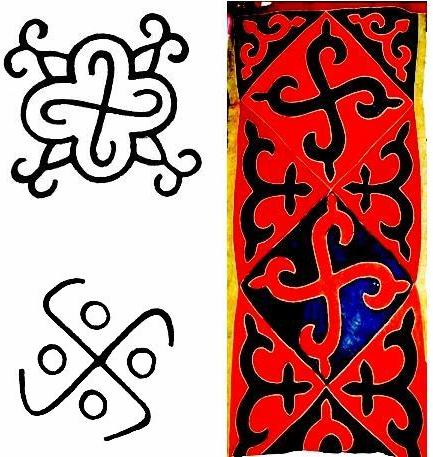
Décors avars traditionnels
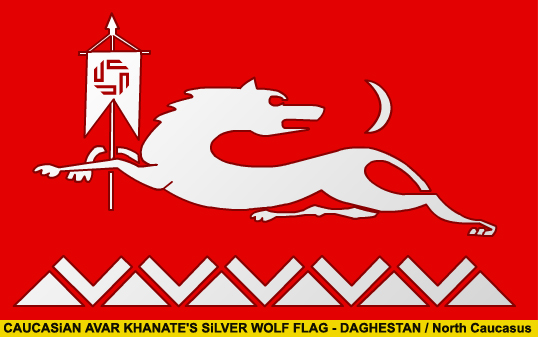
Drapeau du Khanat des Avars du Caucase
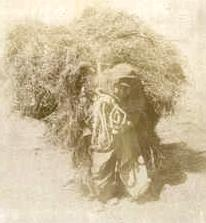
Vieille femme avar en corvée de foin
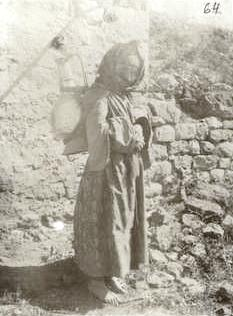
Jeune fille avar en corvée d'eau